# Samuel Sarphati

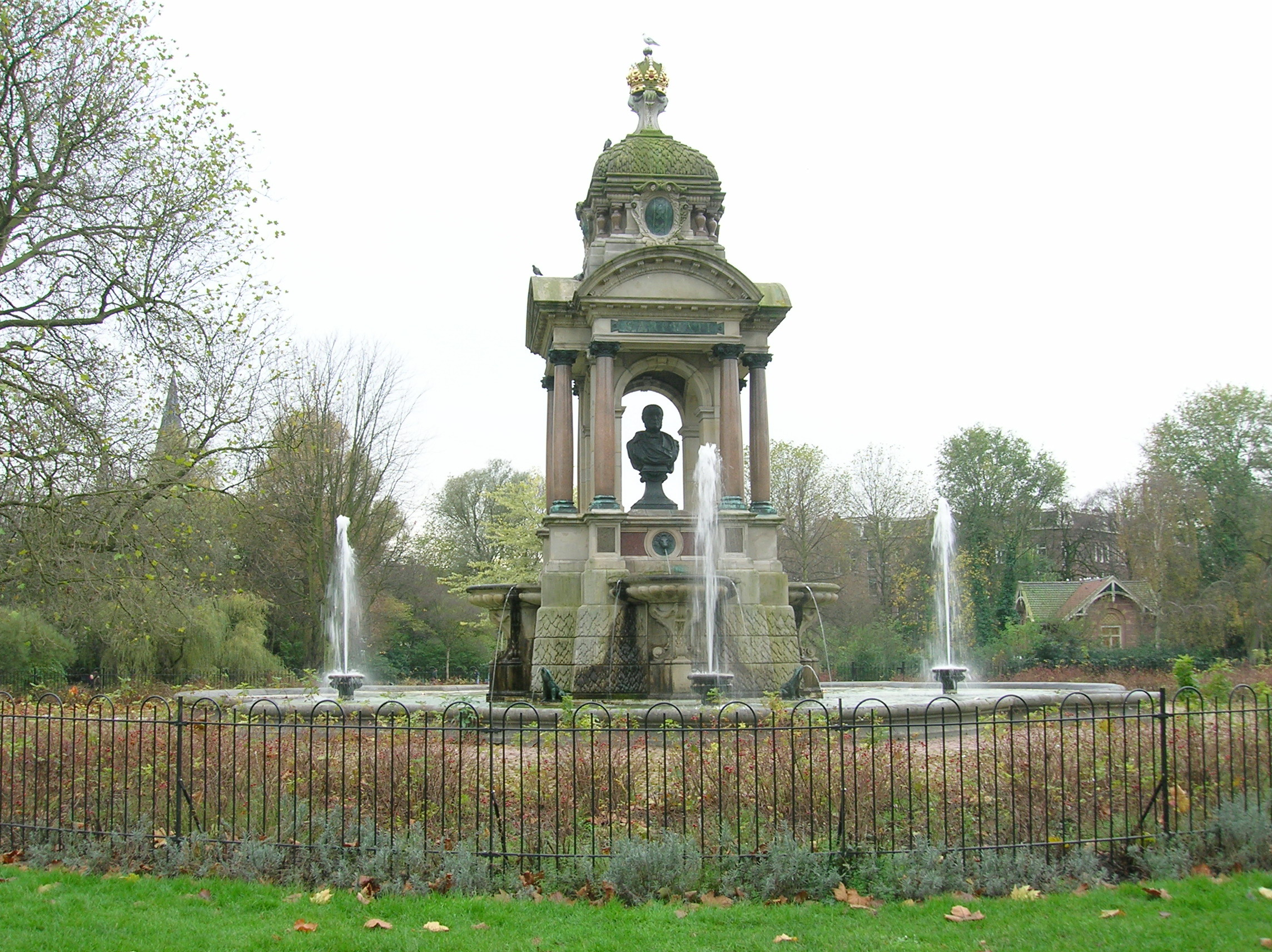
Monumento a Sarphati el parque Sarphatipark de Ámsterdam

Samuel Sarphati (Ámsterdam, 1813 - Amsterdam, 1866), médico y urbanista holandés. 

## Biografía
Samuel Sarphati fue un destacado arquitecto urbanista holandés. Provenía de una familia sefardí portuguesa emigrada a los Países Bajos en el siglo XVII.
Estudió en una escuela de latín y comenzó la carrera de medicina a los 20 años en la escuela de Leiden, graduándose en 1839.
Durante su trabajo posterior como doctor en Ámsterdam, Sarphati tomó conciencia de las pésimas condiciones higiénicas de los pobres en la ciudad. Lideró iniciativas de toda clase para mejorar la calidad de vida de sus conciudadanos y su salud. Entre ellas la construcción de una harinera que produjo pan a bajo coste y un servicio de recogida de basura en 1847.
Entró en política y particularmente se dedicó al diseño de un plan de expansión urbana, promoviendo edificios fastuosos que le dieran a Ámsterdam fama, como el hotel Amstel o el Paleis voor Volksvlijt. Además inició procesos de mejora en la educación y la industrialización. 
Tras su muerte, le pusieron en su honor su nombre a un parque. Sarphatipark se encuentra desde 1885 al sureste del centro de la ciudad.
- Datos: Q1997527
- Multimedia: Samuel Sarphati / Q1997527